# Anna German
Anna Wiktoria German-Tucholska (Urgench, 14 febbraio 1936 – Varsavia, 25 agosto 1982) è stata una cantante polacca di origini tedesche.
Conosciuta principalmente come interprete poliglotta di canzoni, in primo luogo in russo e polacco. Alla cantante è stato dedicato l'asteroide 2519 Annagerman.

## Biografia
Nacque nel 1936 in URSS, nella città di Urgench. Nel 1949 si stabilì a Wroclaw con la famiglia.
Debuttò nel 1960 presso il teatro "Calembour". Nel 1962 divenne cantante professionista. Visse a Roma per alcuni mesi con una borsa di studio del governo italiano. È del 1965 la sua prima tournée in Unione Sovietica.
Nel dicembre del 1966 stipulò, a Milano un contratto con la compagnia discografica CDI, diventando così la prima cantante del blocco comunista a registrare canzoni in Italia. Alla fine del 1960 pubblicò l'album Wróć do Sorrento?..., in italiano Torna a Sorrento?..., dedicato al periodo italiano della sua carriera; il disco vendette circa 30 000 copie.
Nel 1970 Anna tornò sul palco durante un concerto, tenutosi presso il Palazzo della scienza e della cultura di Varsavia, dedicato alla liberazione della città. Fu la sua prima esibizione dopo il grave incidente d'auto di cui era stata vittima nel 1967. Quando si presentò sulla scena, l'intero auditorium si alzò in piedi applaudendola per 20 minuti. Per l'occasione, come prima canzone eseguì il brano, Człowieczy los, in italiano Il destino umano, grazie al quale ricevette il disco d'oro polacco. Il 23 marzo 1972 a Zakopane sposò un ingegnere, Zbigniew Tucholski, conosciuto nel 1960 sulla spiaggia a Wroclaw. Il 27 novembre 1975, diede alla luce un bambino, ora scienziato.
Nel 1980, durante un concerto a Mosca subì un aggravamento che le causò una tromboflebite, per cui, dopo il concerto venne condotta in ospedale. Dopo un momentaneo miglioramento si trasferì in Australia, dove, per contratto, avrebbe dovuto esibirsi. Ma la sua malattia subì un costante peggioramento, per cui tutti i tour vennero interrotti.
Morì di sarcoma nella notte del 26 agosto 1982 in un ospedale militare di Varsavia, e venne sepolta nel cimitero di Varsavia.

## Carriera in Italia
In Italia esordì al Festival di Sanremo del 1967, in coppia con Fred Bongusto, con la canzone Gi, ma senza entrare in finale. Nello stesso anno, al Festival di Napoli, partecipò con il brano di Gennaro Amato, Aldo Valleroni e Pietro Faleni, Te faie desidera', eseguito in coppia con Lara Saint Paul, ma, anche in questo caso, senza giungere in finale. Comunque, l'ottima performance le consentì di registrare un intero album di canzoni classiche napoletane I classici della musica napoletana, che incontrò un grande successo. Partecipò, inoltre, a diversi programmi televisivi, tra i quali Giochi in famiglia, insieme a Domenico Modugno. Si esibì al Festival della Canzone napoletana di Sorrento, ricevendo il premio "Oscar della simpatia".
Il 27 agosto 1967, durante il tour italiano, nel tratto di strada tra Forlì e Milano, fu protagonista di un grave incidente automobilistico. A causa dell'alta velocità, l'auto, guidata dal compositore e direttore d'orchestra Renato Serio, si schiantò su una barriera in cemento. Anna e la sua amica Elena Zagorskaya furono lanciate fuori dall'auto attraverso il parabrezza. Subì numerose fratture e lesioni agli organi interni. Dalle indagini che seguirono, emerse che il conducente dall'auto si era addormentato al volante. Nel 1972 sul palco del Teatro Grande di Varsavia cantò Marechiare, canzone spesso ripresa nei suoi successivi concerti.